# Grammoscapha
Grammoscapha is een geslacht van rechtvleugeligen uit de familie veldsprinkhanen (Acrididae). De wetenschappelijke naam van dit geslacht is voor het eerst geldig gepubliceerd in 1942 door Uvarov.

## Soorten
Het geslacht Grammoscapha  is monotypisch en omvat slechts de volgende soort:
- Grammoscapha burmana (Uvarov, 1942)